# Étoutteville
Étoutteville est une commune française située dans le département de la Seine-Maritime en région Normandie.

## Géographie

### Localisation
| Anvéville            | Harcanville  | Yvecrique       |
| Hautot-Saint-Sulpice | Étoutteville | Grémonville     |
| Veauville-lès-Baons  |              | Ectot-lès-Baons |

### Hydrographie
La commune est située dans le bassin Seine-Normandie. Elle n'est drainée par aucun cours d'eau,.

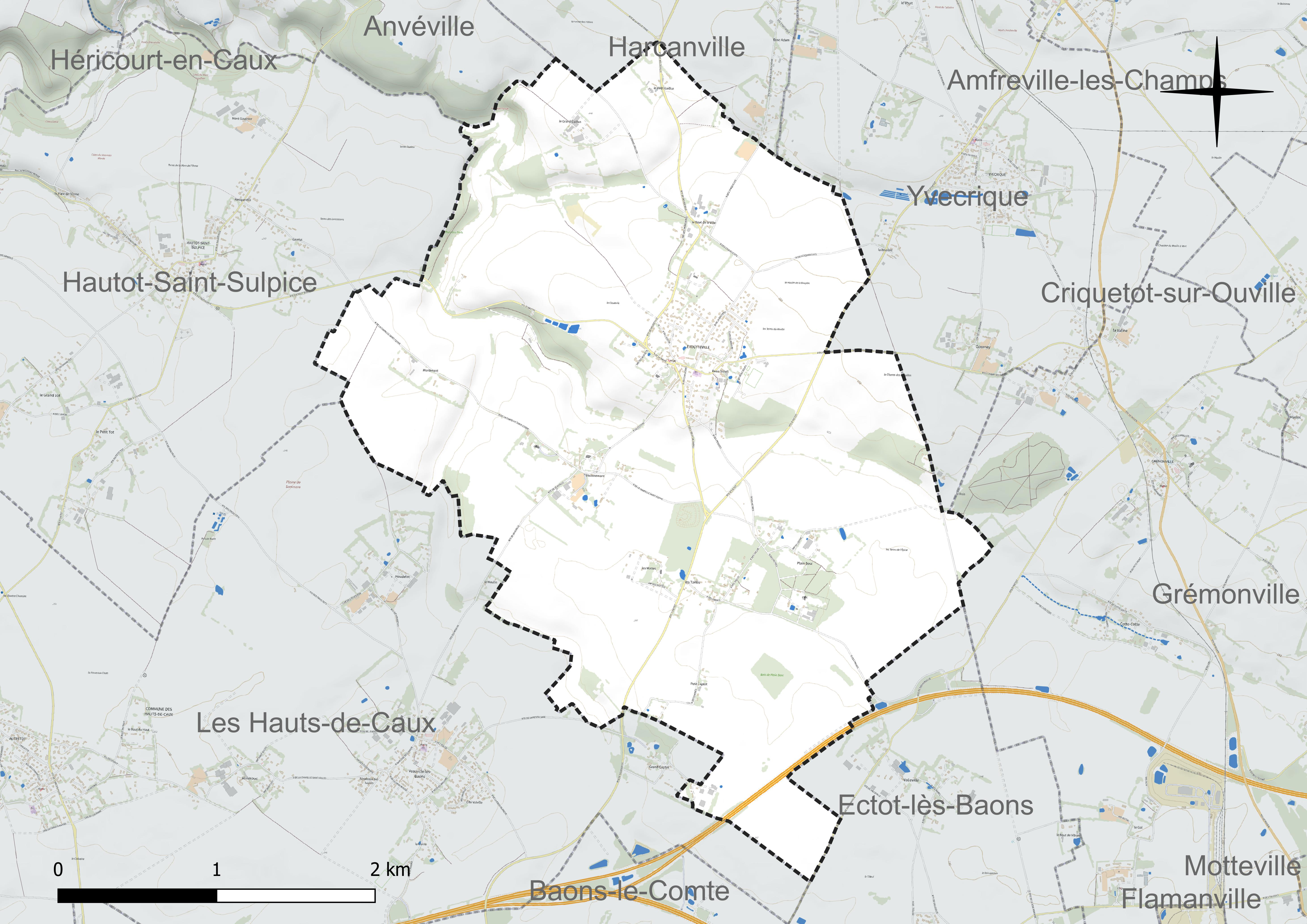
Réseau hydrographique d'Étoutteville.

### Climat
Pour des articles plus généraux, voir Climat de la Normandie et Climat de la Seine-Maritime.
En 2010, le climat de la commune est de type climat océanique altéré, selon une étude du CNRS s'appuyant sur une série de données couvrant la période 1971-2000. En 2020, Météo-France publie une typologie des climats de la France métropolitaine dans laquelle la commune est exposée à un climat océanique et est dans la région climatique Côtes de la Manche orientale, caractérisée par un faible ensoleillement (1 550 h/an) ; forte humidité de l’air (plus de 20 h/jour avec humidité relative > 80 % en hiver), vents forts fréquents. Parallèlement le GIEC normand, un groupe régional d’experts sur le climat, différencie quant à lui, dans une étude de 2020, trois grands types de climats pour la région Normandie, nuancés à une échelle plus fine par les facteurs géographiques locaux. La commune est, selon ce zonage, exposée à un « climat maritime », correspondant au Pays de Caux, frais, humide et pluvieux, légèrement plus frais que dans le Cotentin.
Pour la période 1971-2000, la température annuelle moyenne est de 10,2 °C, avec une amplitude thermique annuelle de 14 °C. Le cumul annuel moyen de précipitations est de 957 mm, avec 13,4 jours de précipitations en janvier et 8,6 jours en juillet. Pour la période 1991-2020, la température moyenne annuelle observée sur la station météorologique la plus proche, située sur la commune d'Ectot-lès-Baons à 4 km à vol d'oiseau, est de 10,8 °C et le cumul annuel moyen de précipitations est de 905,5 mm,. Pour l'avenir, les paramètres climatiques de la commune estimés pour 2050 selon différents scénarios d’émission de gaz à effet de serre sont consultables sur un site dédié publié par Météo-France en novembre 2022.

## Urbanisme

### Typologie
Au 1er janvier 2024, Étoutteville est catégorisée commune rurale à habitat dispersé, selon la nouvelle grille communale de densité à sept niveaux définie par l'Insee en 2022.
Elle est située hors unité urbaine. Par ailleurs la commune fait partie de l'aire d'attraction de Rouen, dont elle est une commune de la couronne,. Cette aire, qui regroupe 317 communes, est catégorisée dans les aires de 200 000 à moins de 700 000 habitants,.

### Occupation des sols
L'occupation des sols de la commune, telle qu'elle ressort de la base de données européenne d’occupation biophysique des sols Corine Land Cover (CLC), est marquée par l'importance des territoires agricoles (93,2 % en 2018), en diminution par rapport à 1990 (98,6 %). La répartition détaillée en 2018 est la suivante : 
terres arables (74,9 %), prairies (10,3 %), zones agricoles hétérogènes (8 %), zones urbanisées (5,4 %), forêts (1,4 %). L'évolution de l’occupation des sols de la commune et de ses infrastructures peut être observée sur les différentes représentations cartographiques du territoire : la carte de Cassini (XVIIIe siècle), la carte d'état-major (1820-1866) et les cartes ou photos aériennes de l'IGN pour la période actuelle (1950 à aujourd'hui).

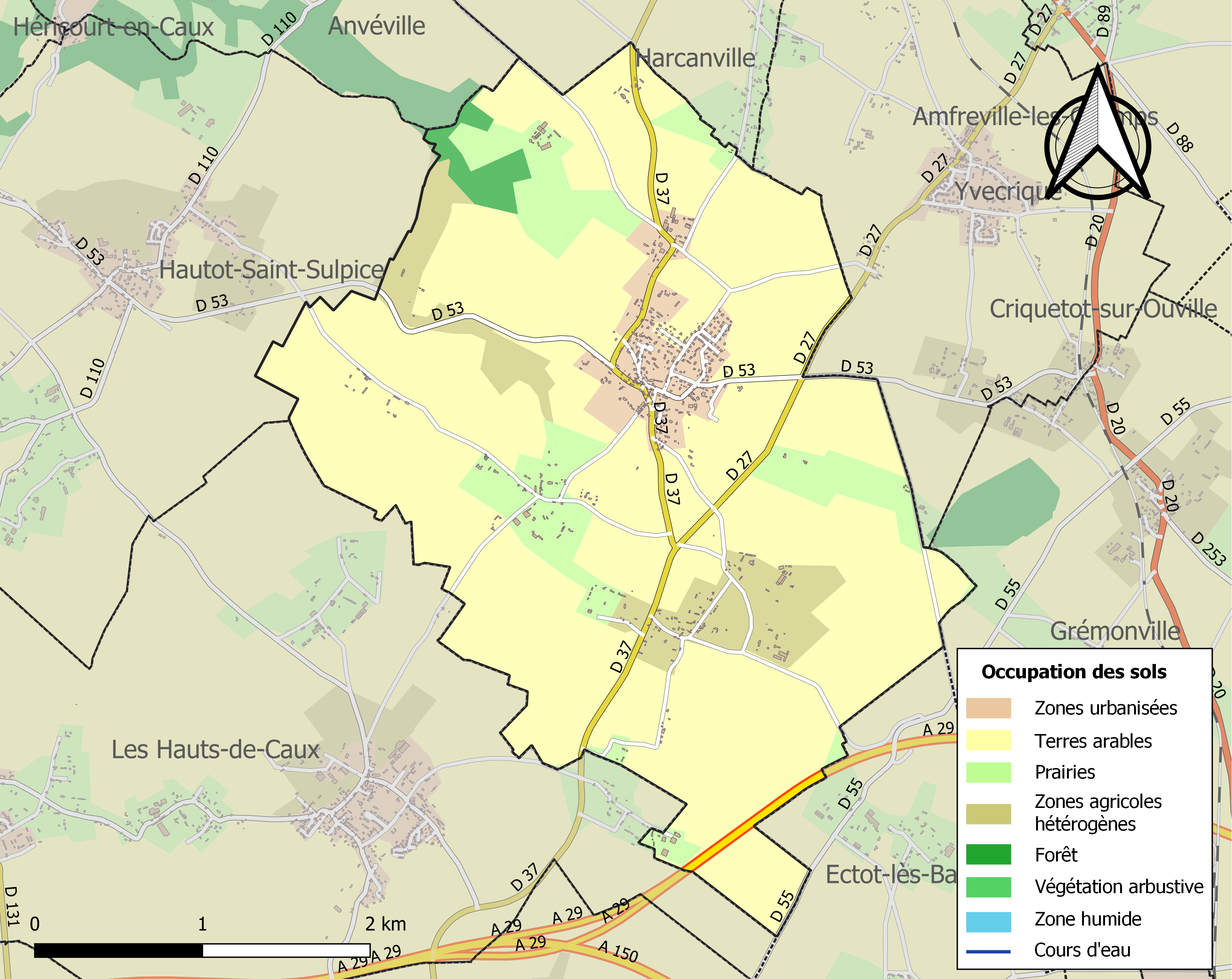
Carte des infrastructures et de l'occupation des sols de la commune en 2018 (CLC).

## Toponymie
Le nom de la localité est attesté sous les formes de Stotavilla vers 1135, en 1151 et 1153; de Stuttevilla et de Stutevilla en  1155 et 1158; de Estutevilla en 1156 et 1160; de Stotevilla en 1162; de Stutavilla en 1172 et 1175 ; de Stotevill en 1180; de Estoltevill et de Stoltevill en 1195; de Estoutevill en 1198; Estutevile et Estuteville fin du XIIe siècle; de Stutevilla en 1252; Ecclesia de Estoutevilla vers 1240; Estotam Villam en 1251; Estoutevillam en 1253; Prior de Estoutevilla en 1428; Etouteville en Caux en 1557; Saint Thomas d'Estouteville en 1714; Etouteville en 1715 (Frémont), en 1757 (Cassini); Etouteville sur la mer en 1740; Etoutteville en 1953.

## Histoire

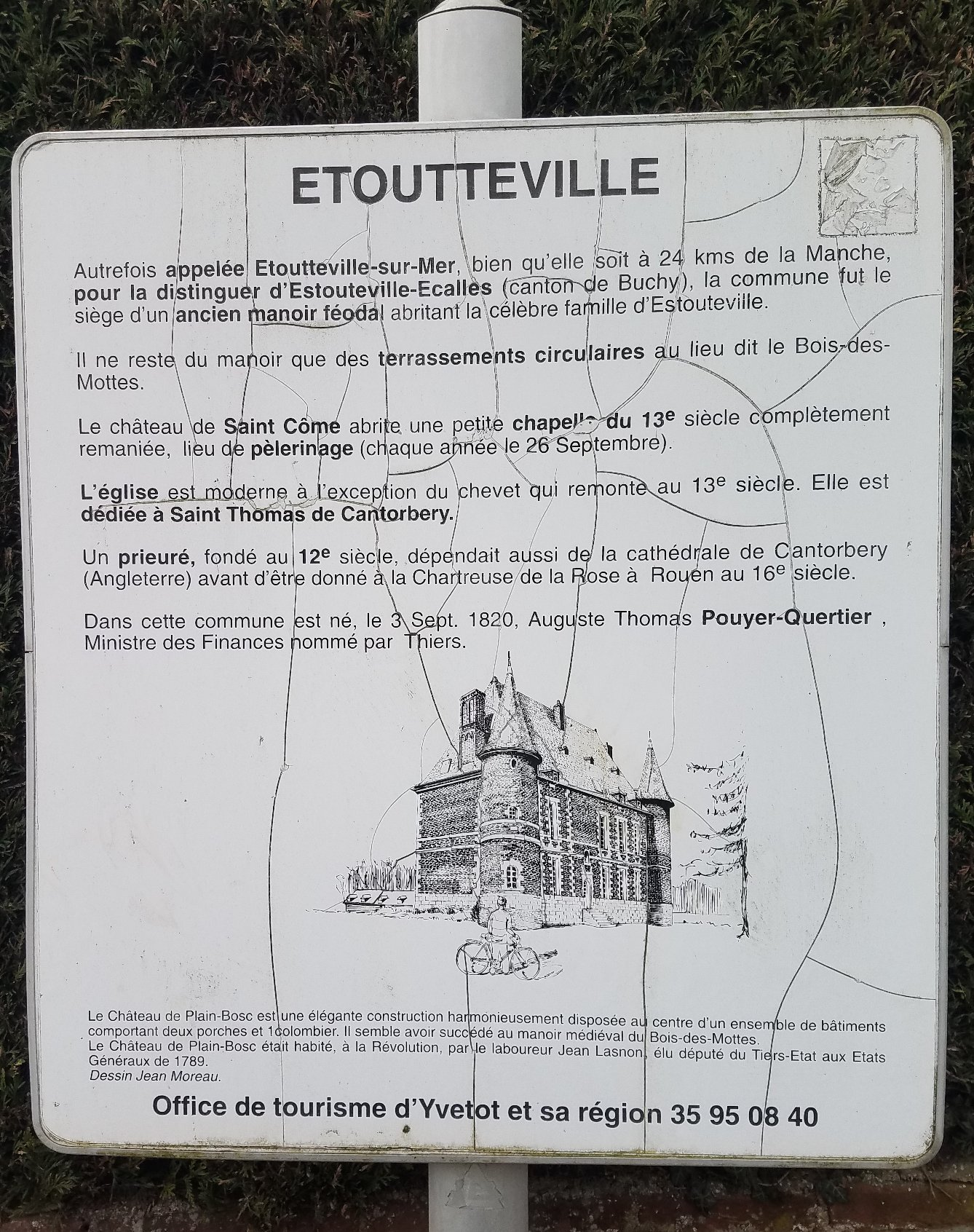
Panneau historique situé dans le village.

Autrefois appelée Étoutteville-sur-Mer (bien qu'elle soit à 24 km de la Manche), pour la distinguer d'Estoutteville-Ecalles (canton de Buchy), la commune fut le siège d'un ancien manoir féodal abritant la célèbre famille d'Estoutteville.
Il ne reste du manoir que des terrassements circulaires au lieu-dit le Bois-des-Mottes.

## Politique et administration
| Période                                  | Période                    | Identité         | Étiquette | Qualité |
| ---------------------------------------- | -------------------------- | ---------------- | --------- | --- |
| Les données manquantes sont à compléter. |                            |                  |           | |
| juin 1995                                | En cours (au 10 août 2020) | Michel Fillocque |           | Chef d'entreprise Vice-président de la CC d'Yerville-Plateau de Caux (2014 → 2016) Réélu pour le mandat 2020-2026, |

## Démographie
L'évolution du nombre d'habitants est connue à travers les recensements de la population effectués dans la commune depuis 1793. Pour les communes de moins de 10 000 habitants, une enquête de recensement portant sur toute la population est réalisée tous les cinq ans, les populations de référence des années intermédiaires étant quant à elles estimées par interpolation ou extrapolation. Pour la commune, le premier recensement exhaustif entrant dans le cadre du nouveau dispositif a été réalisé en 2008.

En 2022, la commune comptait 837 habitants, en évolution de +4,49 % par rapport à 2016 (Seine-Maritime : +0,35 %, France hors Mayotte : +2,11 %).
| 1793 | 1800 | 1806 | 1821 | 1831  | 1836  | 1841  | 1846  | 1851  |
| ---- | ---- | ---- | ---- | ----- | ----- | ----- | ----- | ----- |
| 990  | 912  | 886  | 919  | 1 040 | 1 041 | 1 096 | 1 114 | 1 095 |

| 1856  | 1861  | 1866  | 1872 | 1876 | 1881 | 1886 | 1891 | 1896 |
| ----- | ----- | ----- | ---- | ---- | ---- | ---- | ---- | ---- |
| 1 121 | 1 095 | 1 130 | 938  | 897  | 891  | 879  | 756  | 741  |

| 1901 | 1906 | 1911 | 1921 | 1926 | 1931 | 1936 | 1946 | 1954 |
| ---- | ---- | ---- | ---- | ---- | ---- | ---- | ---- | ---- |
| 690  | 717  | 681  | 515  | 502  | 445  | 443  | 393  | 365  |

| 1962 | 1968 | 1975 | 1982 | 1990 | 1999 | 2006 | 2008 | 2013 |
| ---- | ---- | ---- | ---- | ---- | ---- | ---- | ---- | ---- |
| 371  | 376  | 372  | 392  | 409  | 439  | 583  | 625  | 765  |

| 2018 | 2022 | - | - | - | - | - | - | - |
| ---- | ---- | - | - | - | - | - | - | - |
| 814  | 837  | - | - | - | - | - | - | - |

## Culture locale et patrimoine

### Lieux et monuments
- Le château de Saint-Cosme ou Saint-Côme, situé au sud-ouest du village, abrite une petite chapelle du XIIIe siècle restaurée en 1634, lieu de pèlerinage chaque année le 26 septembre. La légende veut que lorsque les œufs déposés au sein de celle-ci pourrissent, les hernies guérissent[18].
- L'église est moderne à l'exception du chevet qui remonte au XIIIe siècle. Elle est dédiée à saint Thomas de Cantorbery[18].
- Le château de Pleinbosc ou Plain-Bosc, semble avoir succédé au manoir féodal du Bois-des-Mottes[18]. Il a été construit à la fin du XVIe siècle par Georges Langlois, président du Parlement de Normandie et seigneur du canton de Motteville.

Il est inscrit au titre des monuments historiques : la protection porte sur les façades et toitures du château, la cheminée de la pièce située à gauche de l'entrée principale au rez-de-chaussée, le mur d'enceinte avec ses deux porches d'entrée, et le pigeonnier.

### Personnalités liées à la commune
- Famille d'Estouteville
- Jean-Georges Lasnon, homme politique né le 2 janvier 1750 à Étoutteville et décédé à une date inconnue.
- Augustin Pouyer-Quertier, Ministre des Finances nommé par Thiers, y est né.
- Gustave Leroy-Petit (1828-1903), maire de Rouen en 1886, est né à Étoutteville.

### Héraldique
| Armes de Étoutteville | Les armes de la commune d'Étoutteville se blasonnent ainsi : Burelé d'argent et de gueules, au lion de sable armé, lampassé et couronné d'or. Armes de Robert II d'Estouteville. |

## Galerie

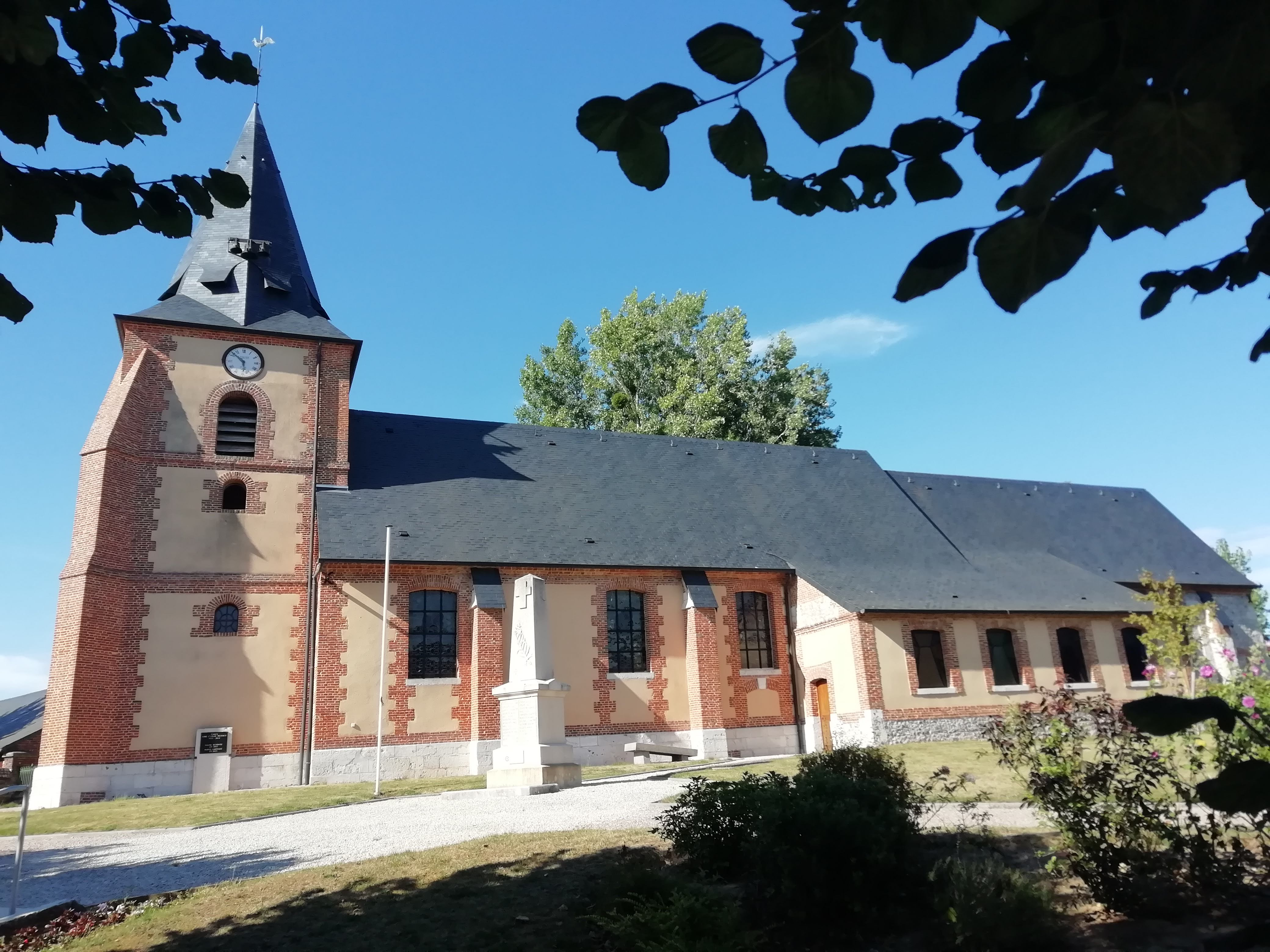
Église Saint-Thomas-de-Cantorbery.
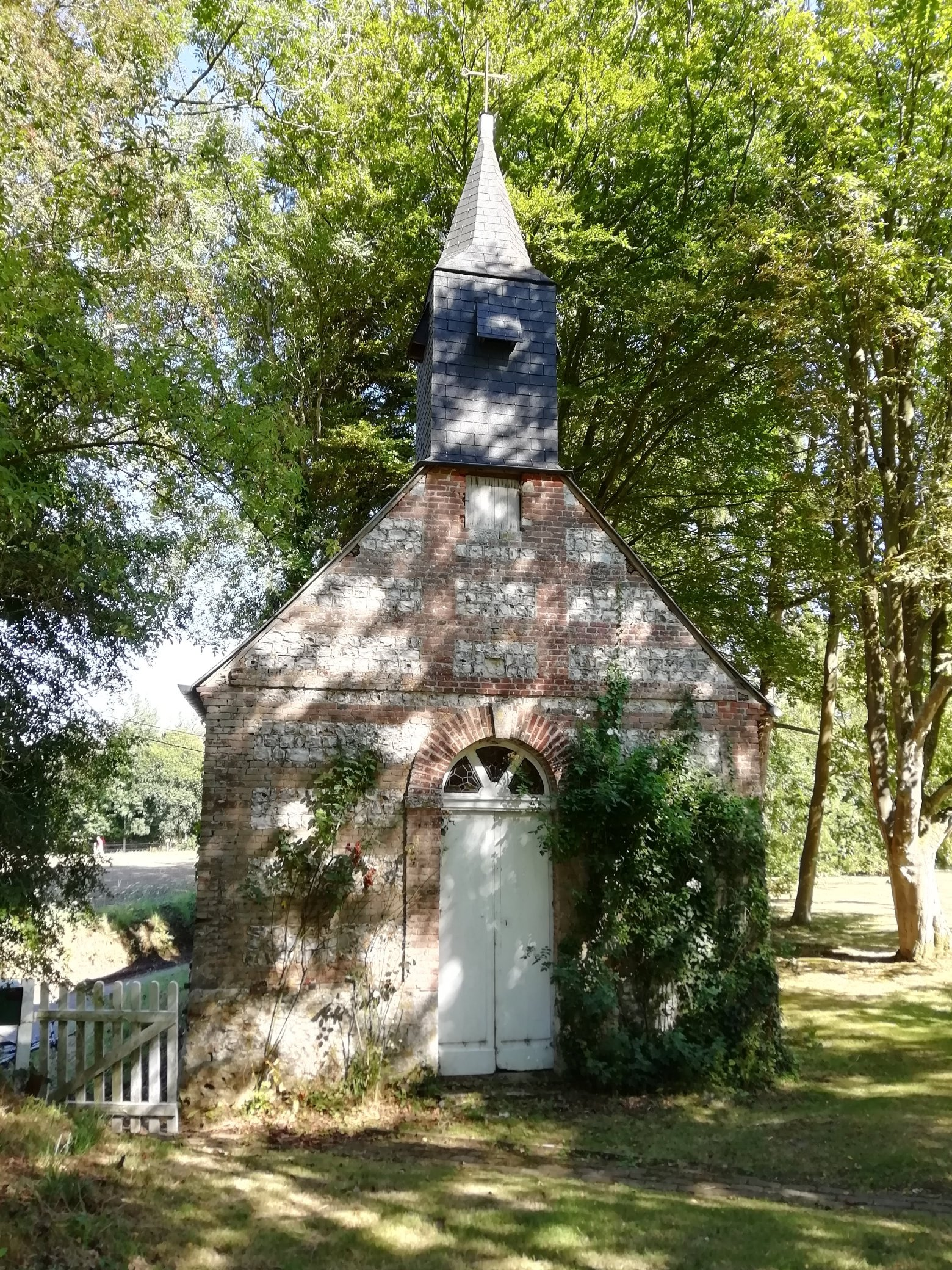
Chapelle Saint-Cosme.
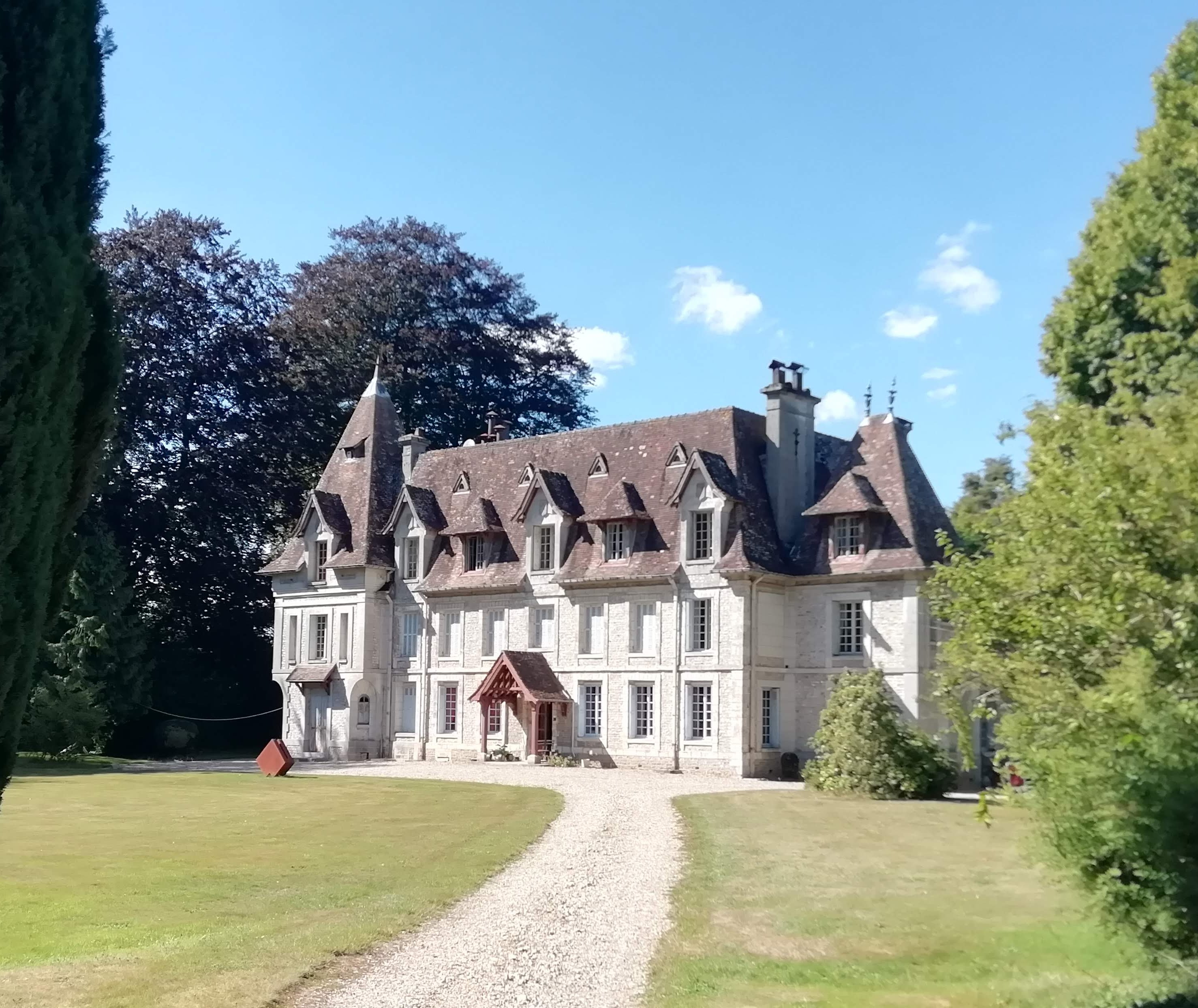
Manoir d'Etainnemare.
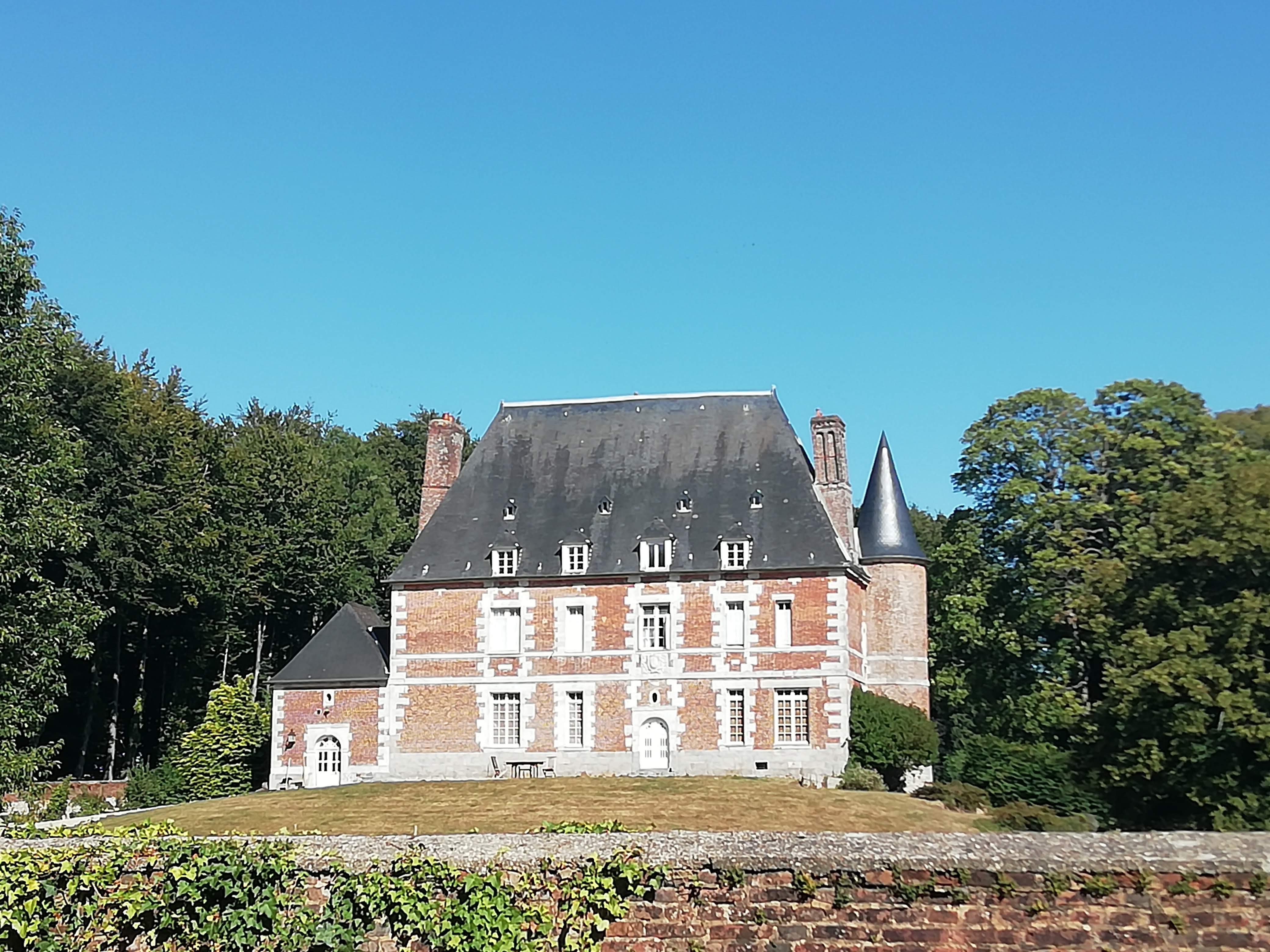
Château de Pleinbosc.
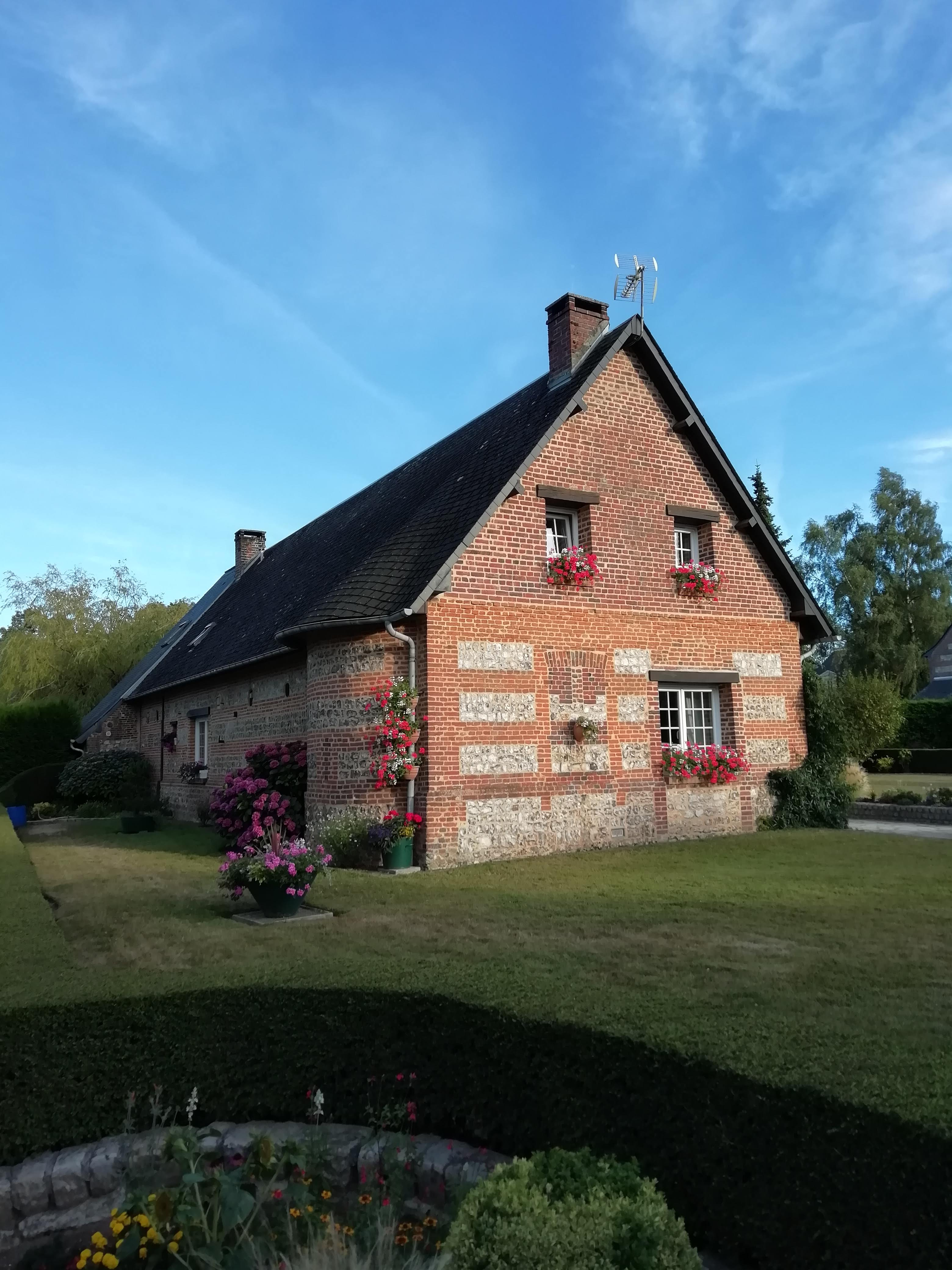
Maison, rue de la Mairie, ex étable d'un corps de ferme datant du XIXe siècle. Sa particularité tient dans son arrondi spécifique.